# Verwaltungsgemeinschaft Merseburg

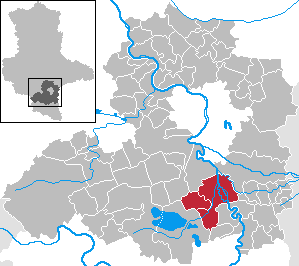
Lage der Verwaltungsgemeinschaft Merseburg im Saalekreis

In der Verwaltungsgemeinschaft Merseburg des Saalekreises in Sachsen-Anhalt waren zwei Gemeinden zur Erledigung der Verwaltungsgeschäfte zusammengeschlossen. Die Verwaltungsgemeinschaft bestand seit 1992. 2009 wurde die bisherige Mitgliedsgemeinde Beuna (Geiseltal) in die Stadt Merseburg eingemeindet. Nach der Eingemeindung von Geusa nach Merseburg am 1. Januar 2010 wurde die Verwaltungsgemeinschaft aufgelöst.
Die Verwaltungsgemeinschaft hatte eine Fläche von 54,73 km² und 36908 Einwohner (31. Dezember 2006).

## Die ehemaligen Mitgliedsgemeinden mit ihren Ortsteilen
- Geusa mit Atzendorf, Blösien und Zscherben
- Stadt Merseburg mit Annemariental, Beuna (Geiseltal), Elisabethhöhe, Freiimfelde, Kötzschen, Meuschau, Neumarkt, Trebnitz und Gut Werder